# ينس بيتر ياكوبسن
ينس بيتر ياكوبسن (بالدنماركية: Jens Peter Jacobsen )‏ (و. 1847 – 1885 م) هو عالم نبات، وشاعر، ومترجم، وروائي، وكاتب دنماركي، توفي عن عمر يناهز 38 عاماً، بسبب سل.

## التعليم
تعلم في جامعة كوبنهاغن.

## روابط خارجية
- ينس بيتر ياكوبسن على موقع IMDb (الإنجليزية)
- ينس بيتر ياكوبسن على موقع الموسوعة البريطانية (الإنجليزية)
- ينس بيتر ياكوبسن على موقع ميوزك برينز (الإنجليزية)
- ينس بيتر ياكوبسن على موقع إن إن دي بي (الإنجليزية)
- ينس بيتر ياكوبسن على موقع ديسكوغز (الإنجليزية)
- ينس بيتر ياكوبسن على موقع قاعدة بيانات الفيلم (الإنجليزية)